# جيمس كومير (سياسي)
جيمس كومير الابن (بالإنجليزية: .James Comer Jr) سياسي أمريكي وعضو مجلس النواب الأمريكي عن ولاية كنتاكي، خدم سابقاً كمسؤول في حكومة الولاية عن الزراعة من العام 2012 وحتى العام 2016، كما كان عضواً بمجلس نواب الولاية من العام 2000 وحتى العام 2012.
سعى كومير للفوز بترشيح الحزب الجمهوري لمنصب حاكم ولاية كنتاكي في انتخابات الولاية عام 2015 ولكنه خسر بفارق ضئيل أمام منافسه مات بيفين ومن ثم في نوفمبر 2016 فاز بعضوية مجلس النواب الأمريكي كممثل عن ولاية كنتاكي.

## النشأة والتعليم
ولد في بلدة كارثاغ بولاية كنتاكي، حصل على درجة البكالوريوس في الزراعة من جامعة كنتاكي في العام 1993، أثناء فترة دراسته ترأس مؤسسة مزارعون المستقبل في أمريكا. خدم كمدير لبنك ساوث سينترال لمدة 20 عاماً، كما شغل منصب رئيس الغرفة التجارية لمقاطعة مونرو من العام 1999 وحتى 2000.